# Buttonsonde

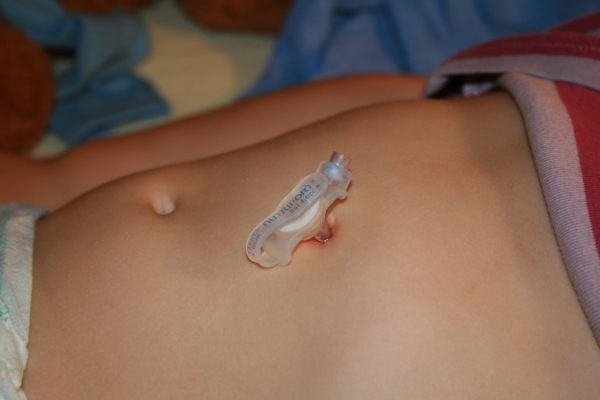
Buttonsonde

Sonde im Magen
Oben die Sonde

Die  Buttonsonde ist eine in der Medizintechnik verwendete Sondenform bei der Perkutanen endoskopischen Gastrostomie. Buttonsonden sind eine Sonderform der Ballonsonde.

## Beschreibung
Grundelement der Buttonsonde ist, wie bei anderen PEG-Sonden, der flexible Kunststoffschlauch mit einem Außendurchmesser von 12–24 Ch (4–8 mm) mit einem Verschlusskopf auf der Außenseite. Die patientenindividuelle Schaftlänge beträgt 1,0–4,5 cm. Im Unterschied zu anderen Magensonden wird die Fixierung im Sondenkanal nicht durch eine innere Rückhaltescheibe erreicht, sondern durch einen Ballon. Für die Wartung des fixierenden Ballons befindet sich, anders als bei der Grundform der Ballonsonde, in dem Verschlusskopf eine Verzweigung zu einem Seitenzugang zu einem zweiten Schlauch, der im Primärschlauch verläuft und zu dem haltenden Ballon führt. Anstelle der Schlauchklemme, für die kein Platz ist, wird durch ein Anti-Reflux-Ventil der Austritt von Mageninhalt verhindert.

## Vorteile der Buttonsonde
Die Buttonsonde erlaubt dank ihrer Fixierung durch einen Ballon, der ungefüllt durch den Sondenkanal eingeführt werden kann, einen Wechsel der Sonde ohne erneuten endoskopischen Eingriff, wie es beispielsweise bei einer Verstopfung oder Beschädigung des Schlauches erforderlich sein kann. Außerdem ist die Buttonsonde durch die hautnahe flache Form für Patienten, bei denen starke Eigenmanipulationsgefahr besteht – das sind Kinder und Demente – gut geeignet. Durch die flache Bauform wird zudem ein kosmetisch gutes Ergebnis erzielt.
Buttonsonden können auch eine PEJ-Sonde ersetzen.

## Nachteile
Die Länge der Buttonsonde muss individuell bestimmt werden und Buttonsonden sind teurer als andere Sonden. Der Halteballon muss regelmäßig durch Überprüfen des Füllungszustandes des Ballons gewartet werden. Die Buttonsonde hat eine geringere Haltbarkeit als PEG-Sonden und Ballon- und Ventildefekte machen einen Austausch erforderlich.